# Spanakópita

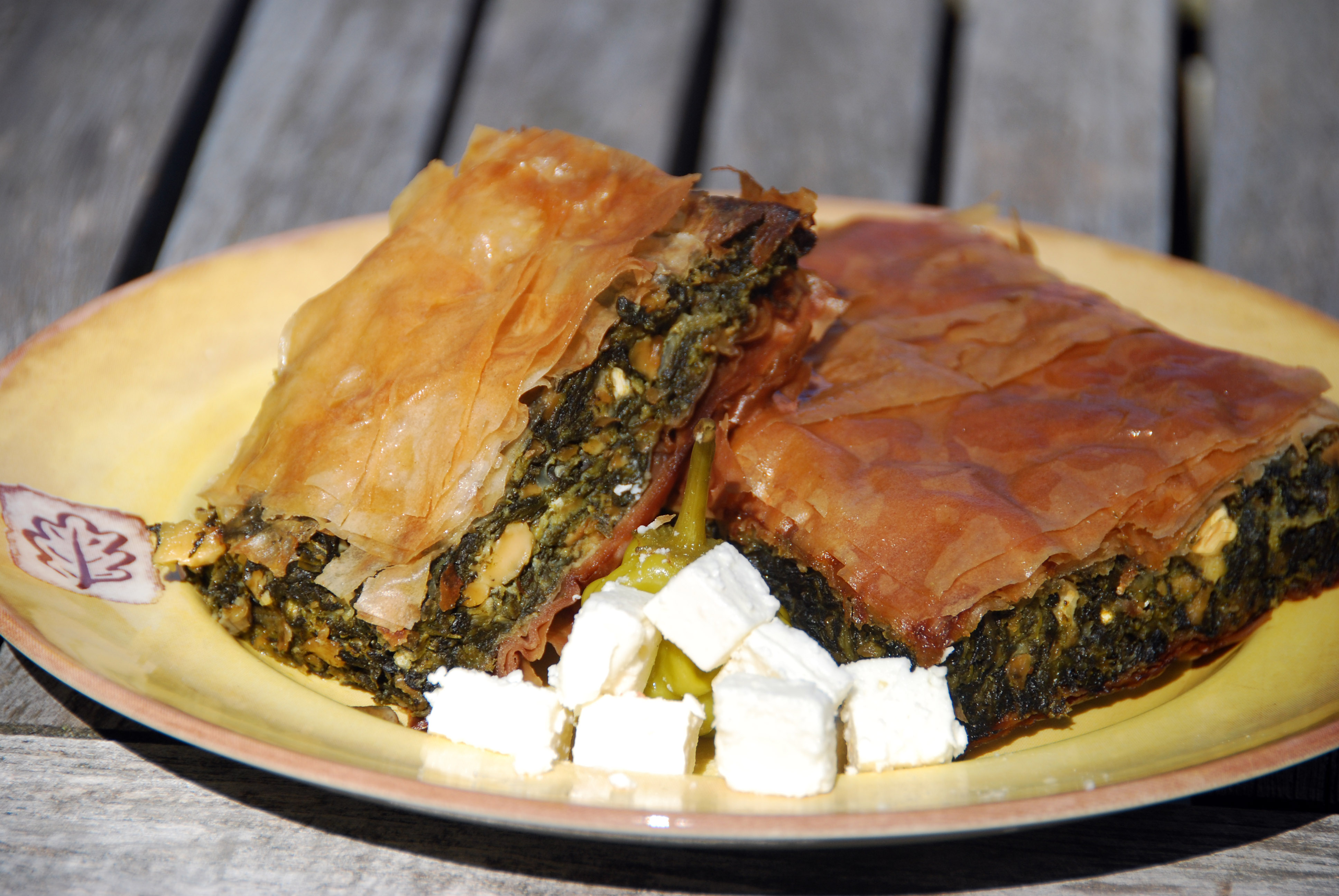
Spanakópita grec amb feta

L'spanakópita (en grec: σπανάκι, espinacs, i πίτα, pastís) és un pastís salat grec farcit d'espinac trossejat, formatge feta –de vegades mesclat amb ricotta–, ceba o ceballot, ou i condiments diversos. El farciment s'embolica en capes de pasta fil·lo untada amb mantega o oli d'oliva, i es cuina en una paella gran tallant-se després en porcions per servir-ho, o s'emboliquen en racions triangulars individuals. El spanakópita és de color daurat quan es cuina, accentuant-se gràcies a la mantega i el rovell d'ou. El formatge feta pot mesclar-se o substituir-se per altres formatges blancs o frescs, preferiblement salats.
Acostuma a prendre's com aperitiu a Grècia, estant una alternativa al tirópita, i també com a desdejuni. Hi ha una versió de dejuni (vegetariana), que es pren durant el Gran Quaresma i d'altres festes religioses, i que inclou espinacs, ceba o ceballot i d'altres herbes com cogombret –cogombre petit confitat–, julivert o api, oli d'oliva i una mica de farina de blat, excloent l'ou i els productes lactis.
El spanakópita és semblant a la torta pasqualina, una recepta tradicional de Ligúria (Itàlia), que és molt comú a l'Argentina i l'Uruguai.